# Branchiobdella parasitica
Branchiobdella parasitica är en ringmaskart. Branchiobdella parasitica ingår i släktet Branchiobdella och familjen kräftmaskar. Inga underarter finns listade i Catalogue of Life.